# The Moment You Realize You're Going to Fall
The Moment You Realize You're Going to Fall è il secondo album in studio del gruppo industrial rock statunitense Black Light Burns, pubblicato nel 2012.

## Tracce
1. How to Look Naked – 4:04
2. We Light Up – 4:09
3. I Want You To – 3:10
4. The Girl in Black – 4:17
5. The Colour Escapes – 4:00
6. Tiger by the Tail – 3:21
7. Your Head Will Be Rotting on a Spike – 3:13
8. Torch from the Sky – 6:26
9. Because of You – 3:16
10. Splayed – 3:34
11. Scream Hallelujah – 3:21
12. Bakelite – 7:00
13. Burn the World – 4:18
14. Grinning Like a Slit – 4:24
15. The Moment You Realize You're Going to Fall – 6:53

## Formazione
- Wes Borland - voce, chitarra, basso, tastiere, sintetizzatore
- Nick Annis - chitarre
- Anna Carlise - voce (13)
- Marshall Kilpatric - batteria
- Jana Lou Annis - violino (13)